# 熊俊
熊俊（1422年—？），字子英，湖廣武昌府江夏縣人，民籍，明朝政治人物。進士出身。

## 生平
湖廣鄉試第九名。景泰五年（1454年）甲戌科會試第一百三十四名，殿試登進士第三甲第八名。

## 家族
曾祖熊自遠。祖父熊璠，曾任楚府教授。父亲熊鼐。